# Basilique São Pedro (Guimarães)
 (septembre 2024).
La basilique São Pedro ou église São Pedro est un édifice néoclassique de  Guimarães, au Portugal. Elle fait partie du centre historique de Guimarães, protégé au patrimoine mondial de l'Unesco.

## Histoire
Prévus dès le début du XVIIe siècle, les travaux ne commencèrent qu'en 1737. Ce n'est qu'en 1750 que la chapelle principale fut bénie. Les travaux furent achevés en 1883/1884, même si la façade ne fut jamais achevée et le deuxième clocher manque encore aujourd'hui.
Elle reçut le titre de basilique mineure en 1751 par le pape Benoît XIV.
L'édifice a été profané lors des invasions françaises, après avoir été utilisé comme écurie.
La basilique a un style néoclassique très austère et simple,.

## Galerie

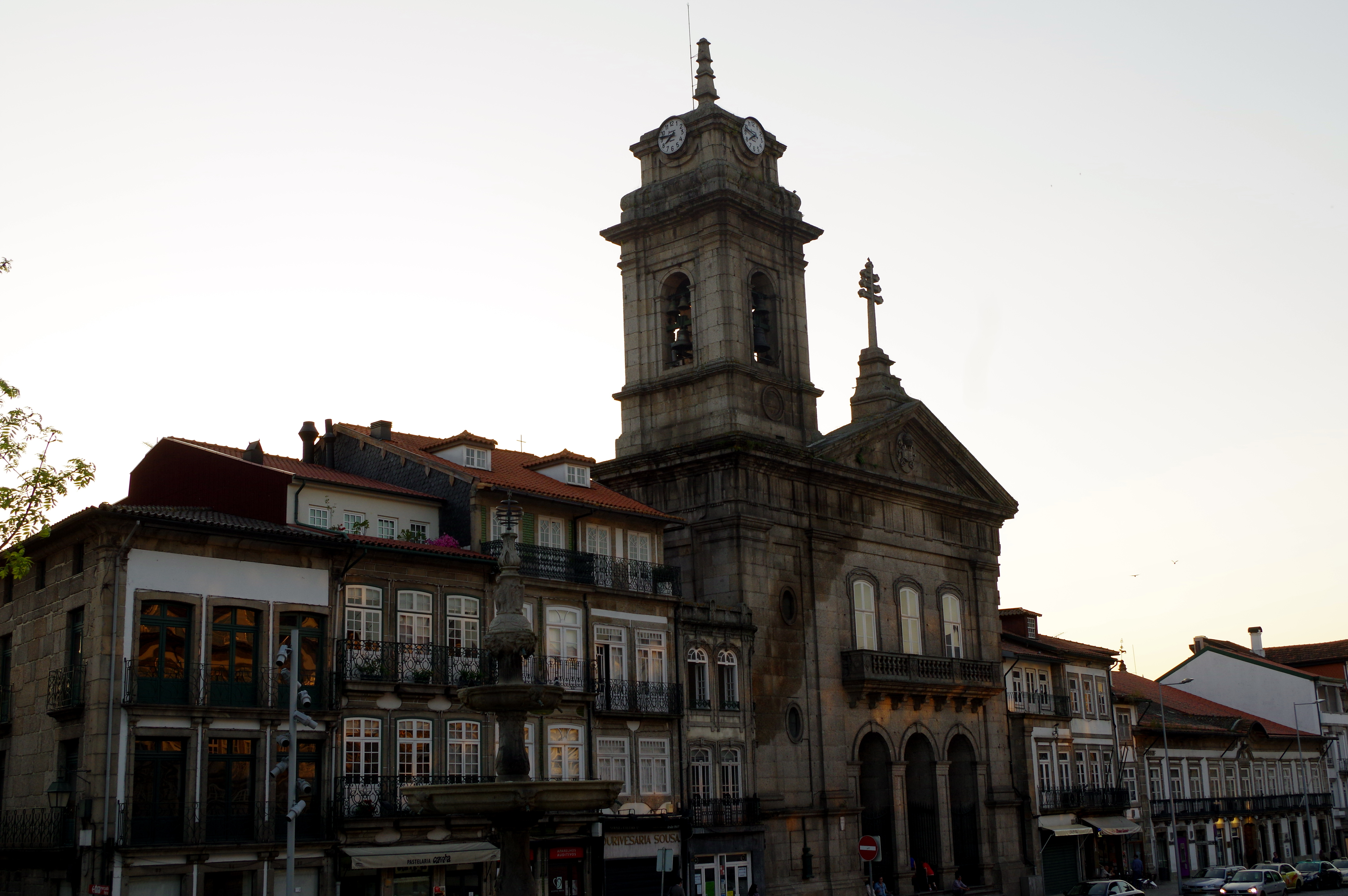
Les alentours de l'église
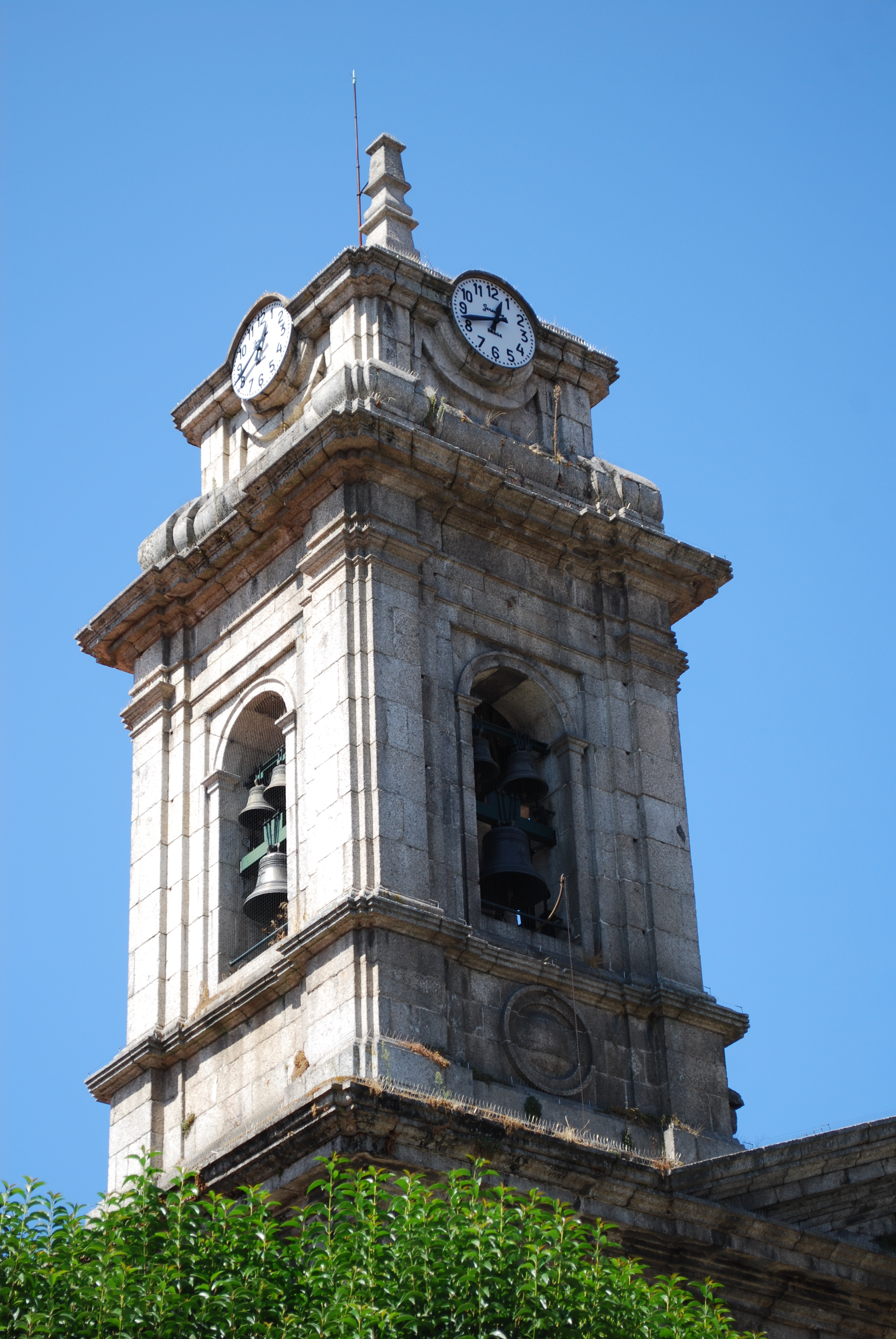
Clocher
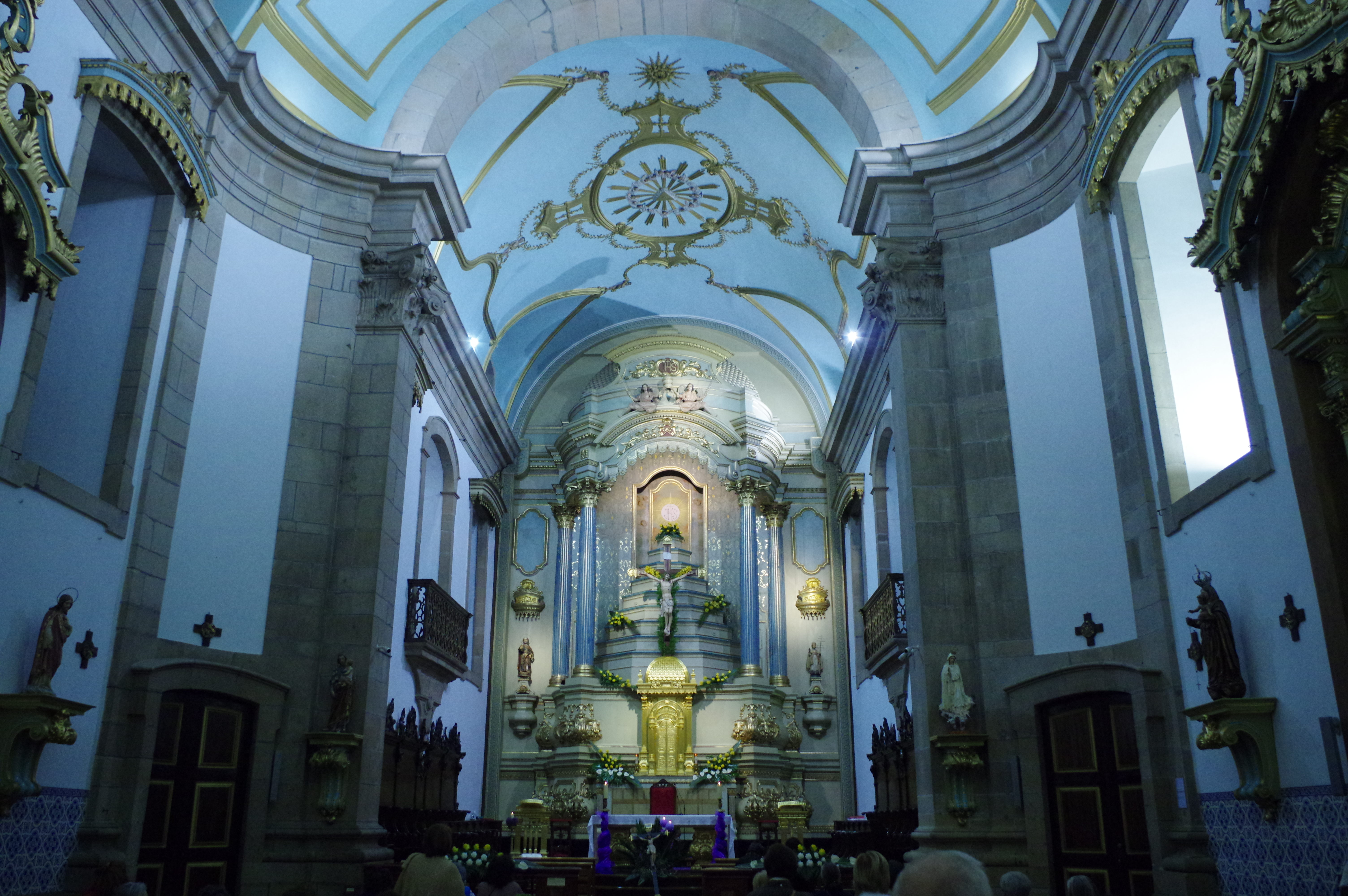
Intérieur

## Source de traduction
- (pt) Cet article est partiellement ou en totalité issu de l’article de Wikipédia en portugais intitulé « Basílica de São Pedro » (voir la liste des auteurs).